# Rio Jacu
O rio Jacu (também chamado o rio Japi) é um curso d'água brasileiro que banha os estados do Rio Grande do Norte e da Paraíba. Sua bacia abrange um área de 1.805,50 km² no Rio Grande do Norte e 977,31 km² na Paraíba.
A capacidade de acumulação de água do rio Jacu/Japi é de 20.469.000 e o seu volume atual (dados coletados em 1998) é de 4.672.731.
O principal município por onde passa é São José do Campestre.